# Наац-Чан-Ак
Наац-Чан-Ак — правитель Саальского царства со столицей в Наранхо.

## Биография
Наац-Чан-Ак является преемником Цикин-Балама, и возможно его сыном.
Он упоминается на Стеле 45 из Наранхо. На ней описывается его инаугурация.
Его преемником стал Кинич-Тахаль-Чак.